# آلبرت آسرائیان
آلبرت آسرائیان (ارمنی: Ալբերտ Ասրիյան؛ ۲۸ ژوئن ۱۹۵۱ – ۲۸ نوامبر ۲۰۰۷) یک نوازنده ویولن، آهنگساز، تنظیم‌کننده موسیقی، رهبر گروه موسیقی اهل ارمنستان بود. او در سن ۹ سالگی به آموزش ویولن در کنسرواتوار یرِوان پرداخت و سپس به موسیقی جاز علاقمند شد.
آسرائیان در دهه ۱۹۷۰ به شهر لندن رفت و به عنوان نوازنده ویولن به همراه گروه‌های موسیقی مختلفی اجرا کرد. او در سال ۱۹۷۷ به آمریکا رفت و به موسیقی جاز ادامه داد. آسرائیان در طول زندگی خود بیش از ۳۵ آلبوم را منتشر کرد و برای فیلم‌ها و سریال‌های تلویزیونی موسیقی ساخت.
وی بر اثر بیماری سرطان خون درگذشت.